# برلینگو
برلینگو (به ایتالیایی: Berlingo) یک کومونه در ایتالیا است که در استان برشا واقع شده‌است.

## خصوصیات
برلینگو ۴ کیلومترمربع مساحت و ۲٬۶۳۰ نفر جمعیت دارد و ۱۲۱ متر بالاتر از سطح دریا واقع شده‌است.